# Mémorial Ulysses S. Grant
Ne doit pas être confondu avec General Grant National Memorial.
Le mémorial Ulysses S. Grant (en anglais : Ulysses S. Grant Memorial) est un mémorial présidentiel situé à Washington, honorant le général de la guerre de Sécession et président des États-Unis Ulysses S. Grant. Il se trouve dans le quartier de Capitol Hill, à l'ouest du Capitole des États-Unis.
Il se compose d'une statue équestre de Grant, monté sur son cheval Cincinnati, sur un socle décoré et de statues complémentaires créées par Henry Shrady. Le mémorial se trouve juste devant le miroir d'eau du Capitole en direction du Lincoln Memorial, ce dernier honorant le président en temps de guerre de Grant, Abraham Lincoln. Les mémoriaux de Grant et de Lincoln définissent les extrémités est et ouest de la National Mall.
Le mémorial est une propriété contributrice à un district historique et constitue l'une des plus grandes statues équestres du pays.

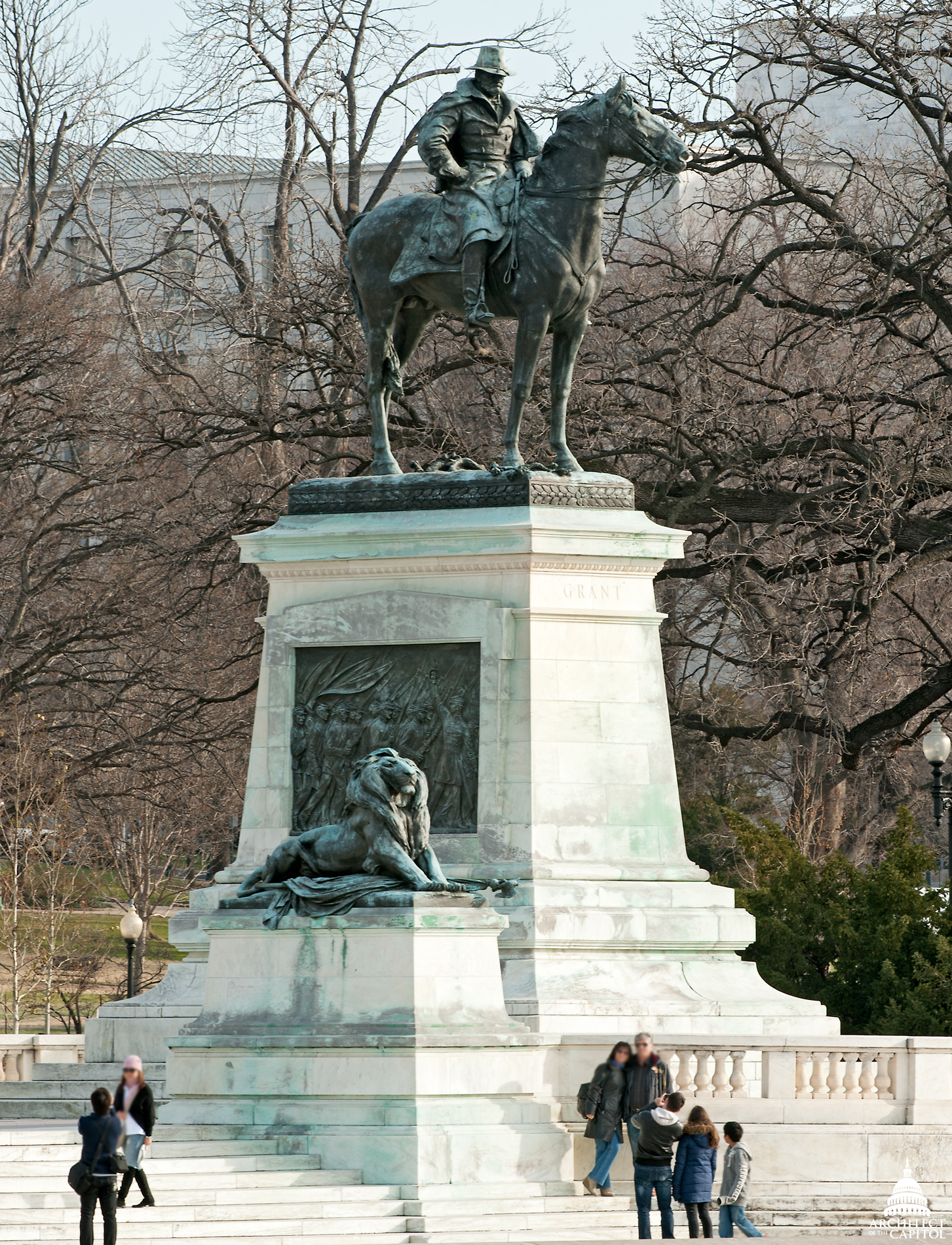
Mémorial Ulysses S. Grant.

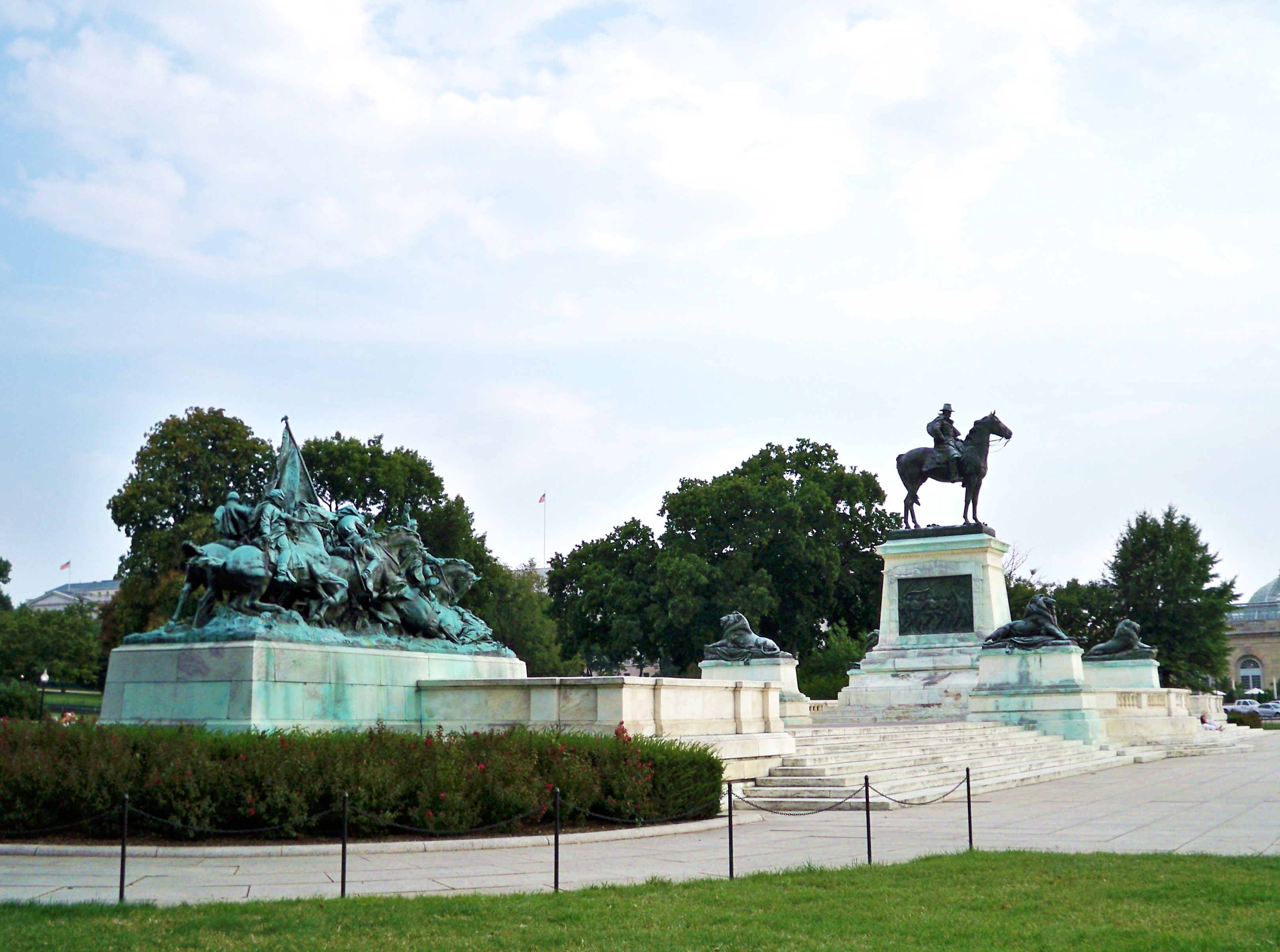
Mémorial Ulysses S. Grant.

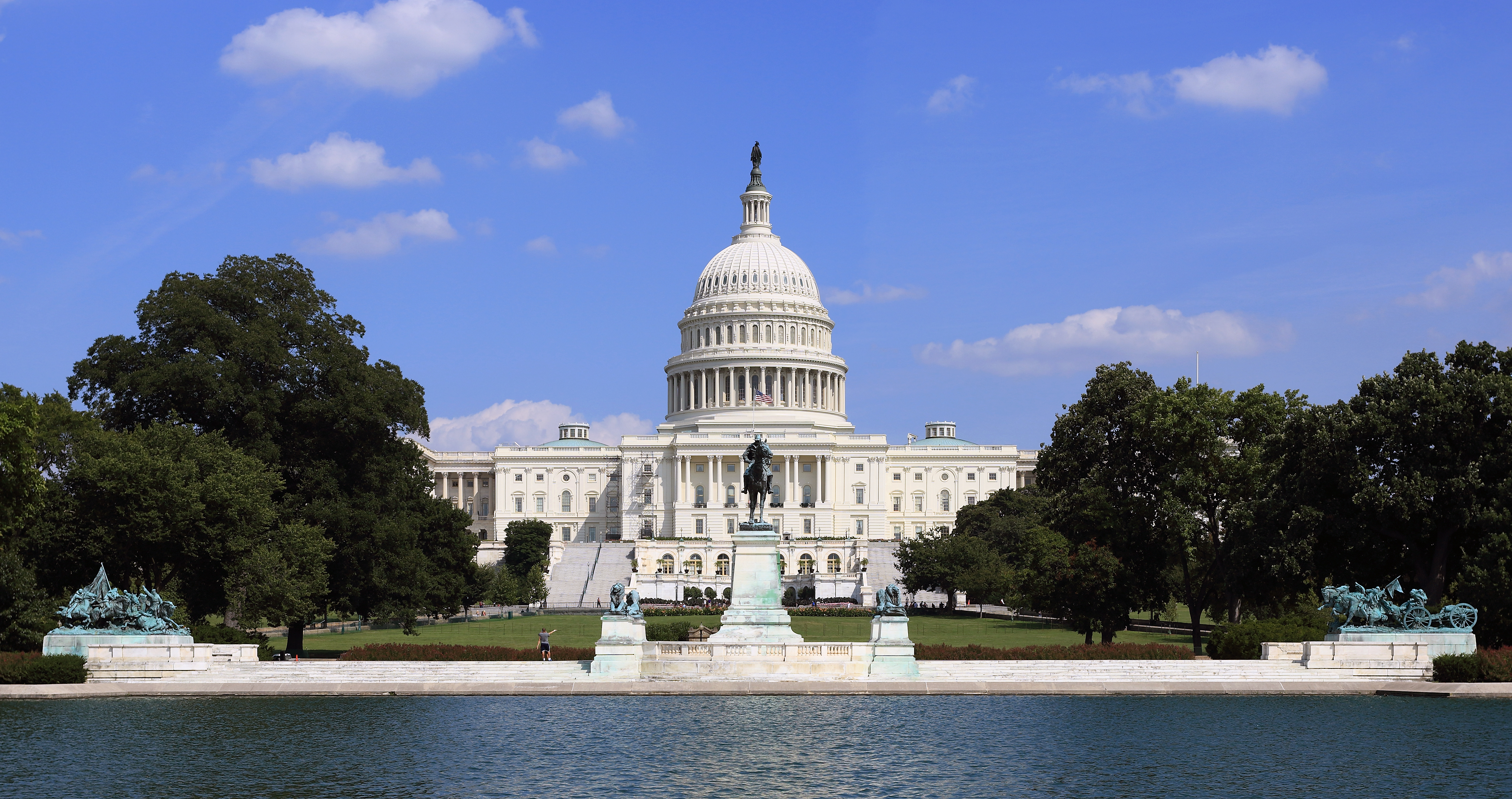
Le Capitole des États-Unis, le mémorial et la Capitol Reflecting Pool.